# Ivan Obradović
Ivan Obradović (serbisch-kyrillisch Иван Обрадовић; * 25. Juli 1988 in Obrenovac, SFR Jugoslawien) ist ein ehemaliger serbischer Fußballspieler.

## Karriere

### Verein
Obradović begann seine Karriere in der Jugendmannschaft des FK Partizan Belgrad, wo er 2006 in den Kader der ersten Mannschaft geholt wurde. In der Saison 2007/08 gab er auch sein Debüt für Partizan.
2008 konnte er mit Partizan das serbische Double erringen.
International spielte er in der Saison 2007/08 mit den Belgradern in der UEFA-Pokal-Qualifikation. Obradović spielte im Spiel der 2. Qualifikationsrunde gegen HŠK Zrinjski Mostar, (das Hinspiel wurde 6:1) gewonnen durch. Partizan durfte aber aufgrund von Ausschreitungen ihrer Fans nicht in die nächste Runde einziehen und schied aus.
2008/09 nahm er an der UEFA-Champions-League-Qualifikation teil. Er kam in den vier Spielen gegen Inter Baku und gegen Fenerbahçe Istanbul zum Einsatz.
Im August 2009 unterschrieb er einen Fünf-Jahres-Vertrag beim spanischen Erstligisten Real Saragossa. Über die Ablösesumme wurde stillschweigend vereinbart.
Am 20. Mai 2019 teilte der RSC Anderlecht mit, dass er den am 30. Juni 2019 auslaufenden Vertrag mit Obradović nicht verlängern werde.
Im Sommer 2022 beendete er seine Karriere als Profifußballer.

### Nationalmannschaft
In der serbischen Nationalmannschaft gab Obradović sein Pflichtspieldebüt in der WM-Qualifikation zur Fußball-Weltmeisterschaft 2010 gegen die Färöer am 6. September 2008, das in Belgrad 2:0 gewonnen wurde. Sein erstes Tor für Serbien erzielte er am 15. Oktober 2008 gegen Österreich, als er das 3:0 zum 3:1-Sieg beisteuerte. Zwischen 2008 und 2018 gehörte er regelmäßig zum erweiterten Kader der serbischen Nationalmannschaft. Sein letztes Spiel für Serbien bestritt er im März 2018 in einem Freundschaftsspiel gegen Marokko. Seitdem wurde er nicht mehr nominiert.

## Erfolge
- serbischer Meister 2008
- serbischer Pokalsieger 2008
- belgischer Meister: 2017